# Il'ja Štokalov
Il'ja Anatol'evič Štokalov (in russo Илья Анатольевич Штокалов?; trasl. angl.: Ilia Anatolyevich Shtokalov; Pobeda, 1º dicembre 1986) è un canoista russo, specializzato nella velocità. Ha vinto la medaglia di bronzo nel C1 1000m a Rio de Janeiro 2016 dopo la squalifica del moldavo Serghei Tarnovschi che era arrivato terzo ma è poi stato squalificato per aver fallito un test antidoping.

## Palmarès
- Olimpiadi

Rio de Janeiro 2016: bronzo nel C1 1000m
- Europei

Brandeburgo sulla Havel 2009: bronzo nel C4 1000 m
Plovdiv 2017: bronzo nel C4 1000 m